# Turvelândia
Turvelândia is een gemeente in de Braziliaanse deelstaat Goiás. De gemeente telt 4.068 inwoners (schatting 2009).